# 陳烓
陳烓（1449年—1527年），字文用，號蒙庵，更號留餘叟，福建福州府闽县人，明朝政治人物、進士出身。

## 生平
成化四年（1468年），福建戊子乡试六十一名舉人。成化十四年，登戊戌科會試中進士，任潮州府推官，擢南京监察御史，清两浙戎政兼刷三司案牍，得兵萬人。孝宗弘治四年（1491年）五月，擢广西按察司佥事，丁母吕孺人憂。服阕，不复起，弘治十二年（1499年）九月吏部以舊官起补浙江佥事。赴任三月，引疾辞官，时年五十二。卒年七十九。

## 著作
著有《留餘集》。

## 家族
曾祖父陳鈺。祖父陳週，曾任封監察御史。父亲陳叔復。嫡母呂氏，生母王氏。慈侍下。娶葉氏。子陈達，字德英，弘治十八年进士；陳暹，字德輝，嘉靖十四年进士。陳進，舉人。